# Maliek Collins
Maliek Collins Sr. (Kansas City, 8 aprile 1995) è un giocatore di football americano statunitense che milita nel ruolo di defensive tackle per i San Francisco 49ers della National Football League (NFL).

## Carriera

### Dallas Cowboys
Al college, Collins giocò con i Nebraska Cornhuskers dal 2013 al 2015. Fu scelto nel corso del terzo giro (67º assoluto) del Draft NFL 2016 dai Dallas Cowboys. Debuttò come professionista subentrando nel primo turno contro i New York Giants e due settimane dopo disputò la prima gara come titolare. Il 9 novembre 2016 mise a segno i primi due sack sul quarterback dei Cleveland Browns Cody Kessler.

### Las Vegas Raiders
Il 30 marzo 2020 Collins firmò un contratto di un anno con i Las Vegas Raiders.

### Houston Texans
Il 23 marzo 2021 Collins firmò con gli Houston Texans.
Nell'ottavo turno della stagione 2023 Collins mise a segno 2 sack su Bryce Young dei Carolina Panthers. Chiuse la stagione con un nuovo primato personale di 5 sack.

### San Francisco 49ers
Il 14 marzo 2024 Collins fu scambiato con i San Francisco 49ers per una scelta del settimo giro del Draft NFL 2024.